# Care222

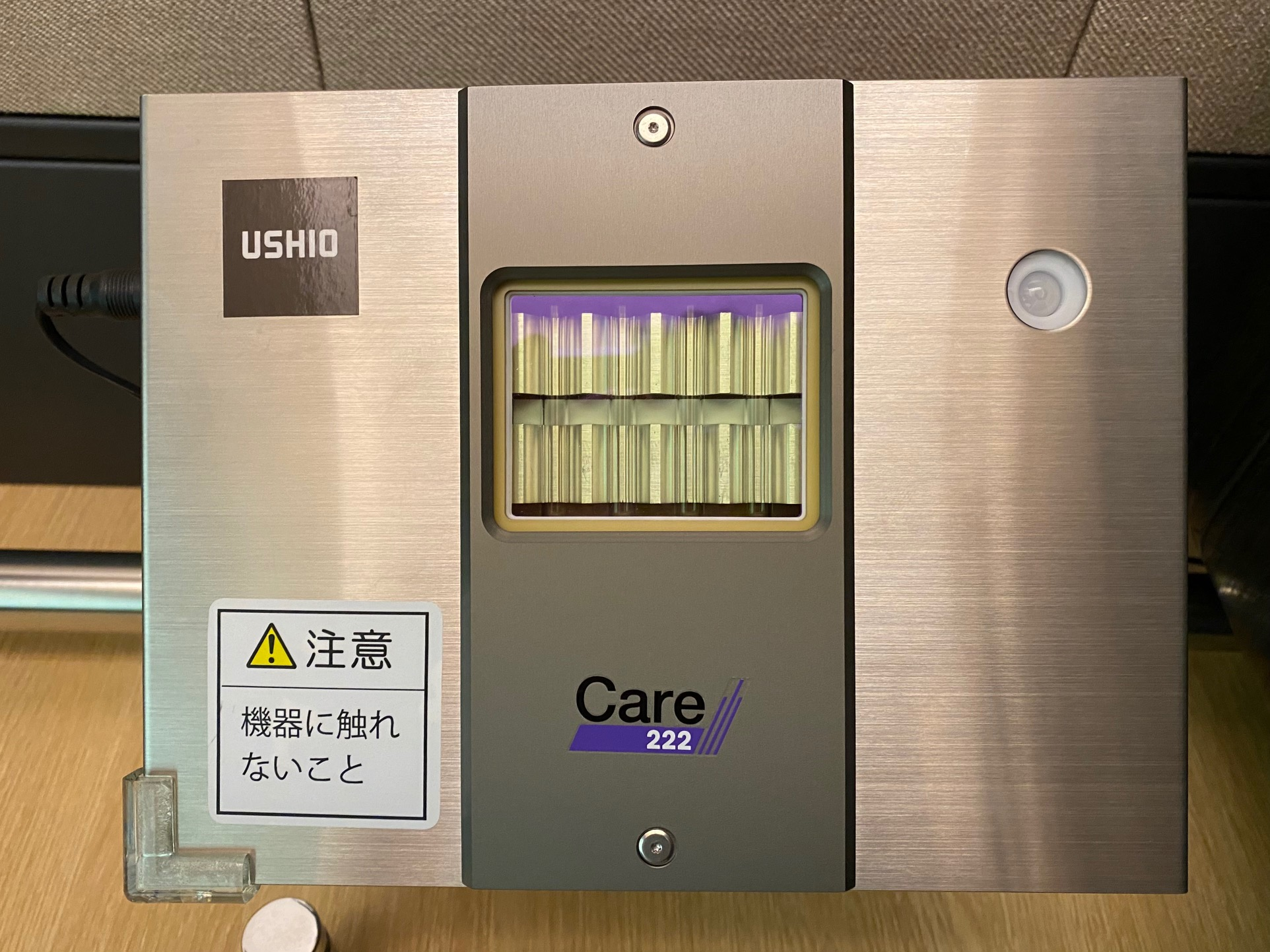
紫外線殺菌光源 Care222 U3ユニット

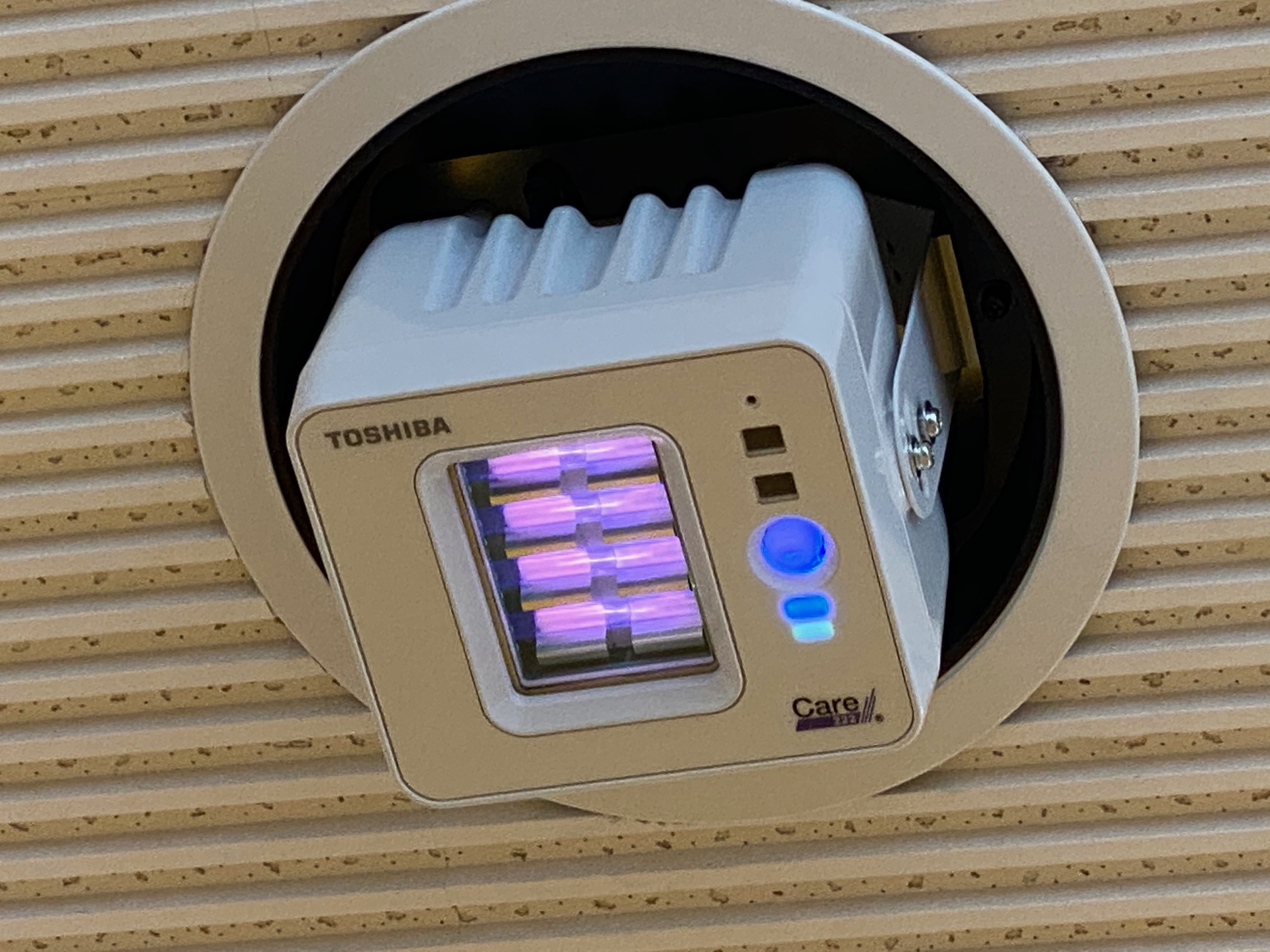
紫外線殺菌光源　Care222 内蔵 Uvee

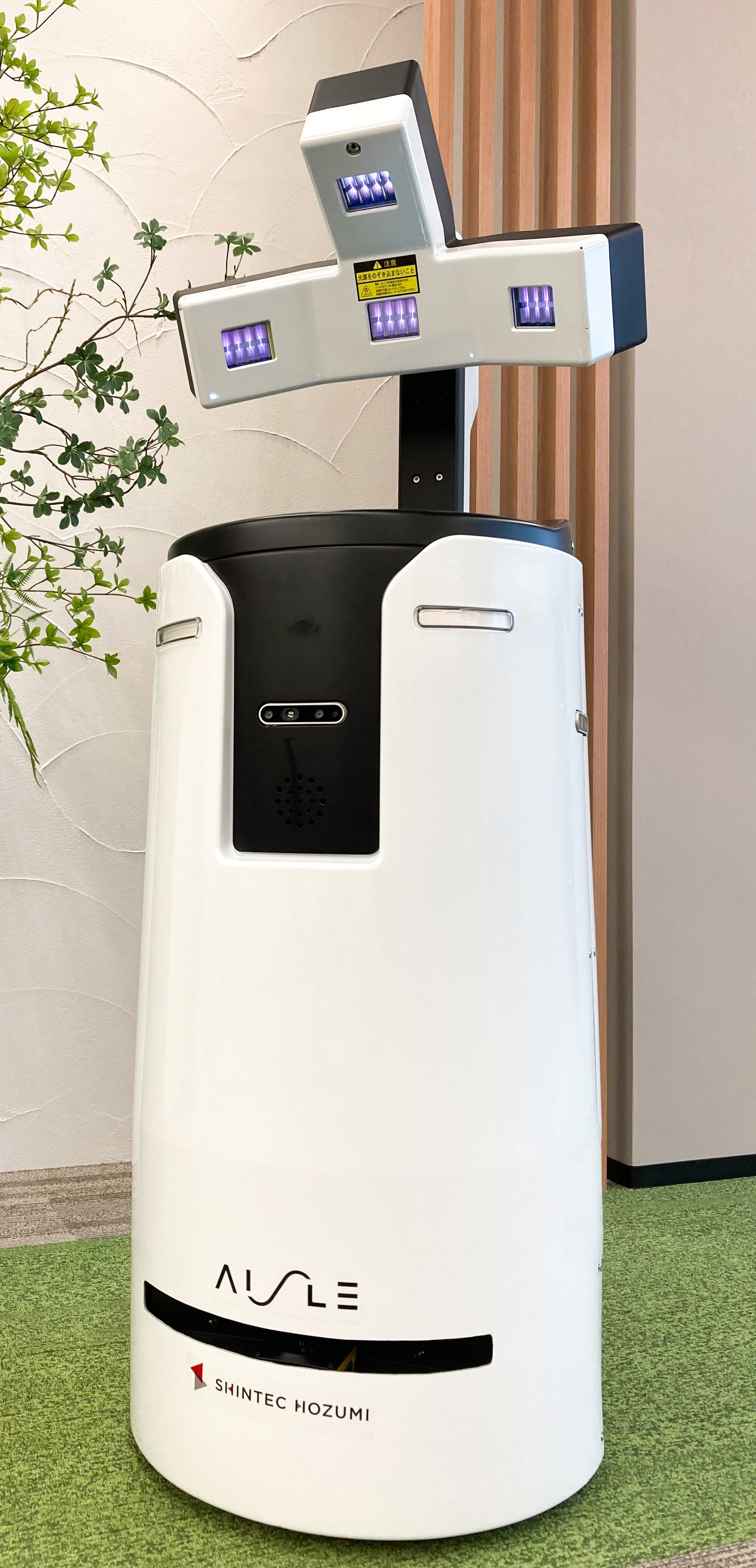
Care222搭載ロボット AISLE Tower Type

Care222（ケア トゥトゥトゥ）とは、米国コロンビア大学の基礎特許を基に産業機械メーカーウシオ電機が開発した殺菌用光源装置。新型コロナウイルスを含む病原体(細菌、バクテリオファージ、ウイルス等)の不活化に効果があると証明された。殺菌に適した紫外線 (UVC-222 nm)を主な波長とするランプと、その光を人体に無害な波長域のみ (200 - 230 nm)に制限するフィルターを組み合わせている。この呼称は、ウシオ電機のグループ会社により商標登録されている。

## 概要
Care222は人体へ悪影響を与えない事を特徴とする除菌用紫外線光源である。有人環境下での直接照射が可能であり、空気と物質の表面を除菌することができる。従来の殺菌灯(254 nm)では有人環境下での直接照射は出来ないとされている。
波長222 nmの紫外線は殺菌のためのエネルギーを保ちつつ、人体の最表層(垢となる死んだ角質層や目の涙層)で吸収されるため、生きた細胞に影響を与えることが無い。一方で細菌やバクテリオファージ、ウイルス類の病原体は貫通しDNAやRNA、またエンベロープなどのタンパク質に損傷を与え不活化する。
230 nm以上の波長は生きた細胞層に到達するため人体に有害とされ、また200 nm以下の波長は空気中の分子に邪魔をされるため、この狭い波長域(200 - 230 nm)に制限された照射を実現するのが技術及び特許上の肝である。
人体皮膚・眼への影響は2020年8月、神戸大学大学院医学研究科が、健常な人を対象に検証を完了、安全が確認された。
2020年9月、広島大学によってSARSコロナウイルス2（いわゆる「新型コロナウイルス」）に対し30秒で99.7 %の不活化効果があると査読付きの論文として発表された。
2021年6月、英国セントアンドリュース大学とダンディー大学の研究者らが、新型コロナウイルスのエアロゾルを30分で99.9 %不活化することを発表した。
2021年7月、同広島大学によって新型コロナウイルスのデルタ株などを含む変異株に対しても不活化効果があることが発表された。

## 殺菌効果
SARS-CoV-2（新型コロナウイルス）への照射検証は、2020年9月4日、照度0.1 mW/cm2 の遠紫外線UV-C 222 nmを、10秒間照射で88.5 %、30秒間照射で99.7 %のウイルスが不活化されたという殺菌効果が広島大学の研究グループにより発表された。
※必要殺菌線量＝殺菌線照度×照射時間
なお、SARS-CoV-2（新型コロナウイルス）の他、インフルエンザウイルス・エボラウイルス・O－157大腸菌・チフス菌・サルモネラ菌など基本的に全てのウイルス/菌に対しての殺菌ができる。
- SARS-CoV-2 （新型コロナウイルス）の変異株に対しても、UV-C 222 nmによる不活化効果が確認された。[10]（2021年7月）
- 紫外線によるウイルス不活化効果を決める主な要因の一つにウイルスのゲノムサイズがあげられるが、SARS-CoV-2（新型コロナウイルス）のゲノムは、現在までに報告されている多数の変異SARS-CoV-2ゲノムのRNAサイズがいずれも約30,000塩基程度と一致している。（報告例の99.9 %）したがって今後の変異ウイルスに対してもこの紫外線が不活化効果を示すとされる。[11][12]

同様の根拠からカビ等の大きな細胞組織を持つ対象物は、殺菌に時間を要する。
ボーイングの研究者は、「アメリカ航空宇宙局(NASA)からの委託研究でたくさんの食品において表面殺菌、賞味期限延長を目的とした消毒試験をした。食品は多孔質でザラザラしているため食品表面の状態によりその消毒効果は変わる」と語った。
空気感染が主たる経路とされる新型コロナウイルスに関して、全英トップレベルの大学であるダンディ大学とセントアンドリュース大学の研究者により12 m × 6 m × 3 mの空間でシミュレーションが行われ、その結果、新型コロナウイルスのエアロゾルの99.9 %を30分で不活化することを発見した。この30分という時間は現行のTLV値（暴露限界＝人が毎日暴露されても有害な影響を受けることはないとされる値　※アメリカ政府産業衛生学学会による値）に即した強さで照射されたもので、現行のTLV値の100倍の強さで照射した場合は１分で99.9 %の新型コロナウイルスエアロゾルを不活化することができると英国皮膚医協会の年次総会で発表された。　島根大学の研究では222 nm光は現行の作業環境許容値の200倍まで安全性が高いことが示されている。
広島大学の研究グループによる紫外線殺菌の研究は国立研究開発法人日本医療研究開発機構 (AMED)により「新型コロナウイルス感染症に対する 222 nm 紫外線を用いた感染対策に関する研究開発」として支援されている。

## 紫外線殺菌の原理
紫外線は波長によって、UV-A 320 - 400 nm, UV-B 280 - 320 nm, UV-C 100 - 280 nmに大別される。いずれも太陽光に含まれる電磁波であるが、UV-AおよびUV-Bはオゾン層を通過し地球上に降り注ぎ、日焼けやシミ、白内障、皮膚がんなど人体に有害である。
紫外線波長は短いものほど生体に与える影響が強くなるため、波長の短いUV-Cは更に強力である。しかし、UV-Cはオゾン層で吸収され基本的に地上に到達することはないため、以前から人工的に殺菌用光源として作られ、各種の調理室、病院、薬品工場などで無人環境において利用されてきた。
細菌や病原菌の細胞内にあるDNAは、波長260 nm付近の紫外線の吸収帯を持っており、この光をウイルスや病原菌に照射すると、光化学反応によりウイルス/菌の細胞はDNA・RNA組織のらせん構造が破壊され、死滅・不活化する。これが紫外線による殺菌、ウイルスの不活化のメカニズムである。

## 安全性
222 nm光が人体に無害である大きな理由は、その波長域の深達度にある。
通常、皮膚においては、従来の紫外線が皮膚の表皮の基底層という一番下層にまで到達し、細胞のDNAを損傷させてしまうのに対し、UV-C 222 nmは角質細胞層という極めて表層の（垢になる）部分までしか到達しないため、表皮細胞のDNAを損傷させないことが明らかになった。またUV-C 222 nmの角膜透過率は0.01 %以下であり、角膜上皮障害を認めないことから、白内障などの眼疾患を引き起こさないことが検証された。
これには共同研究チームである、米国コロンビア大学放射線研究所所長・デービッド・ブレナー (David Brenner)らの開発した特殊な光学バンドパスフィルターが大きく関与している。
2021年12月に行われたWHO（世界保健機関）の「紫外線による殺菌」をテーマにしたウェビナーでは英国セントアンドリュース大学のウッド教授が「紫外線の安全性について話す時には、太陽光を基準にすることが多い。10分間の日光浴でどれだけのDNAの損傷があるか、クリプトランプ（UV-C 222 nmを発生させる光源）で 同じ量のDNA損傷を起こすには どのぐらいの時間が必要かを調べました。その結果、太陽と同じ量の損傷を起こすためには数百時間から数千時間の照射が必要だったのです。特に幹細胞が存在する皮膚の中で最も重要な基底層ではフィルター付きのクリプトランプを使用した場合、太陽の下で10分間過ごしたのと同じ量のDNAダメージを与えるためには、3万時間以上、つまり3年半近くの時間が必要でした。」と語った。
また、世界最大の航空宇宙機器製造会社ボーイング社の研究者は「UV-C 222 nm光が254 nm光よりも人間にとって100倍以上安全である」と考察を発表。アメリカ国防総省の情報分析センターにおけるウェビナーではフィルター付き222 nm光照射による皮膚ガンになる確率を「計算上では1000兆人に1人」と語った。
神戸大学医学部附属病院では「健常者ボランティアを対象として、222 nm UV-C照射器による紫外線照射の安全性を確認し、またその皮膚殺菌作用を検討すること」を目的として試験を行い「500 mJ/cm2以下の紫外線照射終了後24時間での皮膚紅斑の有無」を調べたところ、「全ての被験者において222 nm UV-Cのすべての照射量で紅斑を認めなかった。」とし、その上で「皮膚スワブ培養物中の細菌コロニーの数は有意に減少した。」という研究結果を発表している。
このUV-C 222 nmの殺菌性・安全性に対し、否定的な研究発表は現在のところ存在していない。

紫外線において人体照射に対しての安全基準（有害な影響を被らずに、繰り返して曝露を受けても差し支えない量）（＝TLV：曝露許容限界値）はAGCIH（米国産業衛生専門官会議）が出す数値が世界基準となっている。
そのAGCIHが、WHOの「紫外線による殺菌」をテーマにしたウェビナーが行われたのと同日の2021年12月17日、222 nm付近の波長に関して、それまでの約7倍量の値まで許容限界値を緩和を発表。（2022年度TLVデジタル版）
この約7倍という数値は目の安全性に対しての値で、肌に対しての値はこれまでの約20倍まで許容限界値を緩めた。
これまでは各国共、AGCIHの許容限界値を追認してきた傾向があるが、
日本においては現在、JIS規格が1970年に制定（1987年最終改訂）した数値が規定基準となっており未だ追認していない。

## 殺菌用光源としての開発の経緯
UV-A、UV-Bに比べ強力なUV-Cであるが、その中でも低圧水銀ランプがUV-C 254 nm光を効率よく発光することから、いわゆる「殺菌ランプ」として長く利用されてきた。UV-C 254 nm殺菌ランプは強い殺菌力を持つ反面、皮膚がんや白内障を生じさせるなど人体に対して有害性が強いことから、これまでは照射中はヒトが立ち入らない環境でのみ使用されてきた。しかし近年、環境にやさしく「水銀を使わない殺菌ランプ」としてウシオ電機が紫外線エキシマ蛍光ランプを開発。紫外線エキシマ蛍光ランプは、UV-C 254 nmよりさらに短い波長であるUV-C 222 nm光を照射するランプで、医療での活用を想定して開発が始まったものである。
そしてこのUV-C 222 nm光は、254 nm光と遜色ない殺菌能力を有しながら、人体に無害であることが様々な研究機関で報告された。
ウシオ電機はこの紫外線エキシマ蛍光ランプと特殊な光学バンドパスフィルターを組み合わせ、「Care222」®（「ケア トゥトゥトゥ」と発音）として発表した。

## 有効とする研究報告
Care222は、米国コロンビア大学、シンガポール国立大学、神戸大学大学院医学研究科、広島大学、島根大学医学部眼科学、弘前大学、ハーバード大学など国内外の複数の機関が研究を行い、効果を実証している。
英国スコットランドのセント・アンドルーズ大学は「現在のCovid-19グローバルパンデミックの原因となっているウイルスを排除するための手段としてUV-C 222 nm光を発するランプを世界中が調査」と発表した。
Care222は科学的正当性のみを評価することを目的としている世界最大の学術雑誌 Scientific Reports においてその殺菌性能や安全性が評価された。
実験とデータ分析が厳密に行われたかどうかに重きを置いたオープンアクセスの科学医学雑誌PLOS ONEにおいてもUV-C 222 nm光が、「安全な照射線であり、将来的に感染の予防に貢献すると期待されている」と発表された。
また、ボーイング社の研究者はアメリカ国防総省の情報分析センターにおけるウェビナーで「この技術はアメリカ国防総省にも設置されているが、まだ始まったばかりで周知されておらず、広まっていくことが（未来のパンデミック予防に）必要で、それを望んでいる」と語った。

## 特許内容
コロンビア大学は222 nmを含む波長で発光する光源と、その中の有害波長を遮蔽するフィルタを組み合わせ、人体に無害な紫外線波長域 (200 - 230 nm)のみを照射する技術について2012年に特許化している。ウシオ電機はその特許の全世界における独占実施権を有している、としている。
また2021年7月に、バス・タクシー・航空機・エスカレーター・エレベーター・自動販売機・ATMなど、対象人物が接触する機器(券売機・ボタンなど)とその人物の周囲のエアロゾル(呼気)を含む空気に対しコントロール照射を行い、接触感染と空気感染の両方を防ぐという特許を取得。
また、「空間内の個々の人間の動きを検知」し、「個別の照射上限量」を把握し「TLVの制限内で最大限安全で効果的な照射」を可能にする制御技術の特許を取得。

## 他社との結びつき
ウシオ電機のグループ会社である Ushio America, Incは、北米最大級の照明器具メーカーのアキュイティ・ブランズ（Acuity Brands）社と供給契約を結んだ。
アキュイティ社は自社製品にCare222のモジュールを組み込み、壁や床、ドアノブなどに付着したウイルスや細菌を不活化・殺菌できる製品を開発。
日本においては、紫外線装置のOEM（相手先ブランドによる生産）供給の一環として、東芝ライテック（神奈川県横須賀市）と業務提携。
2021年1月、Care222光源モジュールを組み込んだウイルス抑制・除菌用照射器、UVee (ユービー）を発売。
2021年1月、クリスティ・デジタル・システムズはCare222光源モジュールを搭載したUV照射器Christie® CounterAct™の北米での量産販売を開始。映画館やテーマパーク、美術館、スポーツ施設などのロビーから屋内空間までの消毒に適しているとしている。
2021年6月、トヨタ系列ロボティクスの企業、SHINTEC HOZUMIがCare222搭載UV照射ロボットAISLE Tower Typeを発売開始。
AISLE Tower TypeはUV-C 222 nm光を走行しながら照射。「ホテル・オフィス・レストランなど施設内を無人でUV照射し、多種類のウィルスの除去・除菌を可能とする」としている。
2021年6月、中国企業MY LUMENS社がODM（設計から販売まで請け負う生産）としてCare222搭載照明3製品を発売開始。
製品はCare222照明、Care222スポットライト、Care222ペンダントライトの3種。
2021年７月、台湾の大手電機メーカーのデルタ電子（台達電子）と、抗ウイルス・除菌用紫外線技術「Care222」の
光源モジュール供給について長期戦略パートナー契約を締結し、量産供給を開始。
病院・緊急治療室・検査エリアなど医療現場での使用を想定しているという。

## 懸念される点
影の部分は殺菌ができない。いわゆるシャドウ効果があると言われている。
殺菌効果はランプからの距離に関係し、ランプから離れるほど殺菌線照度が低くなり殺菌効果は低下する。
（必要殺菌線量＝殺菌線照度×照射時間）
ランプの使用状況や使用時間により殺菌線照度が低下するためランプを交換する必要がある。

## 殺菌以外の紫外線利用法
紫外線は人体に有害であるものの、一方で殺菌以外の利用法もある。

### 紫外線療法
アトピー性皮膚炎などの症状に対し、医療機関の適切な照射量管理下において紫外線療法として広く利用されている。
この際に用いられる紫外線波長としては、UV-A(薬剤と組み合わせたPUVA療法)、UV-A1 (340 - 400 nm)、広帯域UV-B (280 - 315 nm)、ナローバンドUV-B (311 nm)、エキシマレーザー療法 (308 nm)などが用いられる。

### スギ花粉のアレルゲンを不活化 (UV-C 222 nm)
UV-C 222 nmの紫外線は、スギ花粉のアレルゲンを効率的に低減することが報告されている。
この論文では、波長がおよそUV-C 220 nmから260 nmの深紫外線を発生する装置を用い、精製スギ花粉抗原Cry j1に照射し、照射後の抗原抗体反応が起きるアレルゲンの濃度の変化によって評価した。
その結果、波長がUV-C 220 nmに近いほどアレルゲンの不活化効果が高く、一般的な紫外光源である水銀紫外線ランプより低い照射量で、スギ花粉のアレルゲンを不活化できている。